# 博物街
博物街，是日本現役純種競賽馬匹。目前主要勝利有2025年皋月賞。

## 出賽前
2022年1月10日出生於北海道安平町北部牧場，成長途中在一口馬主俱樂部Sunday Racing Co. Ltd.進行馬主募集。
其後交由栗東訓練中心練馬師高柳大輔訓練。

## 競賽生涯

### 2歲
2024年8月24日出戰中京競馬場2歲新馬戰，然而比賽初段漏閘之下選擇留後，在第三彎道抽出外檔加速，但仍然在直路上未能迫近對手以第三落敗。
10月5日出戰2歲未勝利戰，本次比賽位置在中團位置逐步推進，在彎道處開始發力下於直路展開不俗斥衝刺，最終在終點前將對手超越取得首勝。
其後選擇進軍一捷馬戰黃菊賞，本次比賽選擇保持在約莫第六的位置下，於第三彎道之第四彎道中間上前取位。進入直路後，其迅速於所在位置展開優秀的衝刺，轟出全長最快末腳下以3馬位優勢大勝。
年末選擇進軍一級賽朝日盃未來錦標，比賽初段再度因為漏閘而在後方，但迅速調整過後上前至先頭位置，並一直保持在約莫第三、四左右。進入直路後，其仍然在中檔位置展開衝刺逐步迫近對手，但一直無法超越前方透出的喜迅升下被對手以2 1/2馬位差距擊敗。

### 3歲
2025年首戰選擇為彌生賞大震撼紀念，比賽途中處於中團外疊的位置，在彎道處開始發力並進一步抽出大外檔加速，但最終在直路上未能超越前方的對手以第四落敗。
4月20日出戰一級賽皋月賞，改由莫雷拉策騎。比賽開始後，其選擇在中團位置靠內的位置展開推進，於對面直路中後段步速變快後稍微後退，同時在第四彎道處尋找遮擋順利過彎。進入直路後，其逐步由中檔位置移出外檔望空加速，展開優秀的衝刺下直迫前方對手，最終超越同主馬北十字星率先通過終點，贏得生涯首個一級賽冠軍，同時亦做出破紀錄的1分57.0秒完成時間。
其後以東京優駿（日本打吡）作為目標，本次比賽繼續採取中團的位置，面對慢步速的局面下一直在等待時機。進入直路後，其在中團外檔位置嘗試加速迫近前方的賽駒，但最終未能追上對手下以第六落敗。

### 詳細賽績
| 日期       | 舉辦國家 | 馬場 | 距離   | 級別 | 賽事名稱         | 負重 | 騎師   | 馬號 | 出馬 | 名次 | 時間   | 頭馬（二馬）       |
| ---------- | -------- | ---- | ------ | ---- | ---------------- | ---- | ------ | ---- | ---- | ---- | ------ | ------------------ |
| 24/8/2024  | 日本     | 中京 | 草1600 |      | 2歲新馬          | 55   | 幸英明 | 1    | 16   | 3    | 1:35.5 | Shonan Raffine     |
| 5/10/2024  | 日本     | 京都 | 草1800 |      | 2歲未勝利        | 56   | 幸英明 | 4    | 8    | 1    | 1:46.8 | （Shonan Caserta） |
| 10/11/2024 | 日本     | 京都 | 草2000 |      | 黃菊賞           | 56   | 杜滿樂 | 2    | 8    | 1    | 2:00.0 | 揮盾攻擊           |
| 15/12/2024 | 日本     | 京都 | 草1600 | GI   | 朝日盃未來錦標   | 56   | 杜滿樂 | 4    | 16   | 2    | 1:34.5 | 喜迅升             |
| 9/3/2025   | 日本     | 中山 | 草2000 | GII  | 彌生賞大震撼紀念 | 57   | 幸英明 | 11   | 14   | 4    | 2:01.5 | 草地法師           |
| 20/4/2025  | 日本     | 中山 | 草2000 | GI   | 皋月賞           | 57   | 莫雷拉 | 11   | 18   | 1    | 1:57.0 | （北十字星）       |
| 1/6/2025   | 日本     | 東京 | 草2400 | GI   | 東京優駿         | 57   | 連達文 | 7    | 18   | 6    | 2:24.4 | 北十字星           |

## 血統簡介
父系醋丈夫為日本賽駒，生涯活躍於一哩賽事，曾勝出一級賽朝日盃未來錦標。祖父夏威夷王亦是日本賽駒，生涯戰績極爲優秀，僅得一戰未能獲勝，曾勝出一級賽NHK一哩賽及東京優駿（日本打吡），爲日本史上首匹贏得變則二冠的賽駒。
母系Museum Hill為日本賽駒，生涯僅勝出條件賽級別的賽事。外祖父真心呼喚亦是日本賽駒，生涯戰績優秀，曾勝出有馬紀念及杜拜司馬經典賽。

### 血統表
| 父線：金滿寶系（淘金者系）                 |                               |                |                 |
| 種馬 醋丈夫 2013年（深棗色）               | 夏威夷王 2001年（棗色）       | 金滿寶         | 淘金者          |
| 種馬 醋丈夫 2013年（深棗色）               | 夏威夷王 2001年（棗色）       | 金滿寶         | Miesque         |
| 種馬 醋丈夫 2013年（深棗色）               | 夏威夷王 2001年（棗色）       | Manfath        | 最後大官        |
| 種馬 醋丈夫 2013年（深棗色）               | 夏威夷王 2001年（棗色）       | Manfath        | Pilot Bird      |
| 種馬 醋丈夫 2013年（深棗色）               | 西沙里奧 2002年（黑色）       | 特別週         | 週日寧靜        |
| 種馬 醋丈夫 2013年（深棗色）               | 西沙里奧 2002年（黑色）       | 特別週         | Campaign Girl   |
| 種馬 醋丈夫 2013年（深棗色）               | 西沙里奧 2002年（黑色）       | Kirov Premiere | 鞍匠井          |
| 種馬 醋丈夫 2013年（深棗色）               | 西沙里奧 2002年（黑色）       | Kirov Premiere | Querida         |
| 繁殖雌馬 Museum Hill 2015年（棗色）        | 真心呼喚 2001年（棗色）       | 週日寧靜       | Halo            |
| 繁殖雌馬 Museum Hill 2015年（棗色）        | 真心呼喚 2001年（棗色）       | 週日寧靜       | Wishing Well    |
| 繁殖雌馬 Museum Hill 2015年（棗色）        | 真心呼喚 2001年（棗色）       | Irish Dance    | 東來兵          |
| 繁殖雌馬 Museum Hill 2015年（棗色）        | 真心呼喚 2001年（棗色）       | Irish Dance    | Buper Dance     |
| 繁殖雌馬 Museum Hill 2015年（棗色）        | Loretto Chapel 2003年（棗色） | French Deputy  | Deputy Minister |
| 繁殖雌馬 Museum Hill 2015年（棗色）        | Loretto Chapel 2003年（棗色） | French Deputy  | {{{mmfm}}}      |
| 繁殖雌馬 Museum Hill 2015年（棗色）        | Loretto Chapel 2003年（棗色） | Sanat Fe Trail | 北方風味        |
| 繁殖雌馬 Museum Hill 2015年（棗色）        | Loretto Chapel 2003年（棗色） | Sanat Fe Trail | Happy Trails    |
| 雌系：號族：4-d                            |                               |                |                 |
| 五代內近親交配：週日寧靜 3×4、北地舞人 5×5 |                               |                |                 |

## 命名由來
名字Museum Mile（ミュージアムマイル）出自位於美國紐約州紐約市曼哈頓的第五大道之別稱：「藝術館大道」，繼承自母系Museum Hill之名字，香港則翻譯為「博物街」。